# Kłokęcin
Kłokęcin – osada w Polsce, w województwie zachodniopomorskim, w powiecie koszalińskim, w gminie Świeszyno, położona na Równinie Białogardzkiej. Osada wchodzi w skład sołectwa Giezkowo.
Według danych z końca grudnia 1999 r. wieś miała 15 mieszkańców.
Ok. 0,3 km na południowy wschód od zabudowy osady płynie struga Czarna.
W latach 1975–1998 miejscowość administracyjnie należała do województwa koszalińskiego.